# Astragalus sungpanensis
Astragalus sungpanensis är en ärtväxtart som beskrevs av E.Peter. Astragalus sungpanensis ingår i släktet vedlar, och familjen ärtväxter. Inga underarter finns listade i Catalogue of Life.